# John Lee Ka-chiu
John Lee Ka-chiu, ou simplement appelé John Lee, né le 7 décembre 1957 à Hong Kong, est un homme politique chinois hongkongais. Il est Premier secrétaire de l'administration entre 2021 et 2022 et chef de l'exécutif de Hong Kong depuis 2022.

## Biographie
Officier de police, John Lee est commissaire adjoint de la Police de Hong Kong de 2010 à 2012. De 2012 à 2017, il est secrétaire adjoint pour la sécurité avant de devenir secrétaire pour la sécurité de 2017 à 2021. Il est Premier secrétaire de l’administration de 2021 à 2022. Il est l'unique candidat autorisé par Beijing pour succéder Carrie Lam en 2022. Fervent partisan du camp pro-Beijing, il a joué un rôle important dans la répression des manifestations de 2019-2020 à Hong Kong. 
John Lee se définit lui-même comme catholique. De ce fait, il n'est pas membre du Parti communiste chinois, car il faut devenir athée pour être membre du parti. 